# Leef (André Hazes jr.)
Leef is een lied uitgevoerd door de Nederlandse zanger André Hazes jr. Het werd in 2015 uitgebracht als digitale single en werd meegeperst op de compact disc Leef van Hazes.

## Achtergrond
Het nummer is geschreven door Edwin van Hoevelaak, Koen Jansen, Chiel Ottink en Arno Krabman. Het gaat over een ontmoeting die Hazes zou hebben gehad in een kroeg met een terminale patiënt. Die heeft spijt van hoe hij zijn leven heeft geleefd; weinig plezier gemaakt, veel te hard gewerkt en mede daardoor in de problemen geraakt (echtscheiding etc.). Op het eind van zijn leven adviseert de man Hazes vooral (meer) te leven en minder te werken.
In de video is Hazes te zien in een kroeg in Amsterdam. De "oude wijze man" wordt gespeeld door acteur Bartho Braat, voornamelijk bekend door zijn rol in Goede tijden, slechte tijden. Samen lopen ze daarna op straat onder meer op de Lindengracht.

## Hitnoteringen
Ten tijde van de uitgave als single (juli 2015) haalde het wel de tipparade van de Single Top 100 en was populair in de Oranje Top 30 (een lijst met alleen Nederlandstalige muziek). Doorstoten naar de Single Top 100 deed het pas op de overgang van 2017 en 2018; het stond twee weken genoteerd (plaatsen 93 en 97). Het werd bovendien minstens een keer gekozen in de lijst van Het Foute Uur van de Nederlandse Qmusic. Leef werd ook het op een na meest gekozen verzoeknummer tijdens Music For Life 2018 in Vlaanderen.

### Radio 2 Top 2000
In 2017 komt Leef nieuw binnen en een jaar later stijgt hij met 1532 plaatsen van 1684 naar 152.

| Nummer met noteringen in de NPO Radio 2 Top 2000 | '17  | '18 | '19 | '20 | '21 | '22 | '23 | '24 |
| ------------------------------------------------ | ---- | --- | --- | --- | --- | --- | --- | --- |
| Leef                                             | 1684 | 152 | 179 | 256 | 603 | 889 | 910 | 845 |

1. ↑  Een vetgedrukt getal geeft de hoogste notering aan.
2. ↑  2017 was het eerste jaar met een notering voor dit nummer.